# مسجد رابعة الشامية
مسجد ومقام رابعة الشامية يقع مسجد السيدة رابعة الشامية الذي يتضمن مقامها، داخل أسوار مدينة دمشق القديمة في الطريق الواصل بين باب السلام وبين محلة القيمرية شرقي الجامع الأموي.

## تاريخ البناء
وصف الدكتور طلس سنة 1942 حالة هذا المسجد دون أن يذكر تاريخ إنشائه وقال أن «المسجد لطيف في محلة القيمرية له جبهة حجرية صغيرة وله باب وشباكان» وفوق الشباك الشمالي لوحة فيها:
بسم الله الرحمن الرحيم، إنّما يَعُمُر مَسَاجد اللهِ مَنْ آمنَ باللهِ واليومِ الآخر، جدد عمارة هذا المكان المبارك العبد الفقير إلى رحمة الله نور الدولة علي بن قرسق في سنة 636 هجرية.
وفوق الشباك الجنوبي لوحة فيها وقفية المسجد وبخط رديء غير مقروء، والقبلية تقوم على قوسين من الحجر المجصص، فيها المحراب إلى جانبه غرفة ضريح السيدة رابعة الشامية، تزعم العامة أنها رابعة العدوية، وذكر الدكتور قتيبة الشهابي في كتابه مشيدات دمشق ذوات الأضرحة أن (ستي رابعة) مدفونة في المسجد، ولم يحصل المؤرخون على أي معلومات وافية عن هذا المسجد تشير إلى زمان بنائه أو إقامته أو حتى واقف المسجد سوى أنه جدد بالعهد الأيوبي وذلك بموجب اللوحة الرخامية المثبتة على يمين الداخل إلى المسجد ما نصه بنسبه إلى السيدة رابعة الشامية المتصوفة، جدة نور الدولة علي بن قرسق سنة 636 للهجرة، ويوجد لوحة ثانية فوق السبيل المعطل ما نصها:
أنشأ هذا السبيل المحسن السيد شفيق بن المرحوم السيد محمد الحاج الشهير بالطحان والسيدة فريزة عن روحهما سنة 1952
ويحتمل 1953 لأن الرقم الأول مشوه.

## السيدة رابعة الشامية
السيدة رابعة الشامية هي بنت سليمان، عابدة من عابدات الشام، يُلقبها أهل الشام بـ ستي رابعة الشامية، توفيت بدمشق ودفنت في مشهدها بالقرب من المدرسة القيمرية في دمشق، وفي رواية أنها دفنت بالقدس، وهي غير رابعة العدوية العابدة المشهورة.
تزوجت من العابد الزاهد أحمد بن أبي الحواري، والذي كان يقول فيه يحيى بن معين (( أظن أن أهل الشام يسقيهم الله الغيث به )) كان زوجها يقول: عندما نفرش مائدة الطعام، كان رابعة تقول لي: كل بيمينك فإنها ما نضجت إلا بالتسبيح.
تقول هذه العابدة المتعلقة بالآخرة ((وما سمعت الآذان إلا ذكرت منادي القيامة، ولا رأيت الثلج إلا رأيت تطاير الصحف، ولا رأيت جرادا إلا ذكرت الحشر، وإن العبد إذا عمل بطاعة الله، أطلعه الجبار على مساوي عمله فتشاغل به.))

والجدير بالذكر أن هذا المسجد بدون مئذنة، هو على شكل قاعة كبيرة فقط وقد تم تجديده في عام 1414 للهجرة الموافق 1993 حسب لوحة رخامية بجانب الباب ما نصها
تم تجديد مقام ومسجد السيدة رابعة الشامية على نفقة العبد الفقير لله تعالى محمد بشار بشير عارف الصفدي عن روح زوجته 1414 رحمها الله 1993